# Johann Euler
Pour les articles homonymes, voir Euler (homonymie).
Johann Albrecht Euler, né le 27 novembre 1734 à Saint-Pétersbourg et décédé le 17 septembre 1800  à Saint-Pétersbourg, est un astronome et mathématicien.

## Biographie
Il est le premier enfant de Leonhard Euler. En 1754, il devient membre de l'Académie de Berlin. Au retour d'Euler à Saint-Pétersbourg en 1765, il est nommé responsable du département de physique de l'Académie des sciences de Russie. À Saint-Pétersbourg, il vivait dans la maison de son père, sa famille occupant le rez-de-chaussée. Il gagne un total de sept prix internationaux décernés par des académies.
En 1771, Johann Euler est élu membre étranger de l'Académie royale des sciences de Suède.

## Œuvre
- (la) « Disquisitio de causa physica electricitatis », dans Dissertationes selectae Jo. Alberti Euleri, Paulli Frisii et Laurentii Beraud, Saint-Pétersbourg et Lucques, Vincentium Junctinium, 1757 (lire en ligne)